# AMS-LaTeX
AMS-LaTeX је збирка
LaTeX класа и пакета докумената развијена од стране Америчког математичког друштва (AМС). Њихов додатак на LaTeX укључује припрему за вишередне и друге математичке изразе, документоване класе, и фонтова који садрже нумеричке математичке симболе.
То је у великој мери замењено макро пакетима
AMS-TeX. AMS-TeX је написао Мајкл Спивак, и користио је AMS од 1983. године до 1985. године.

Пратећи код LaTeX2e ствара AMS-LaTeX лого:
```
 
%%% -- AMS-LaTeX_logo.tex -------

 
\documentclass
{
article
}

 
\usepackage
{
amsmath
}

 
 
\begin
{
document
}

 
\AmS
-
\LaTeX

 
\end
{
document
}

```

Пакет садржи пакет објеката на формату вишередних једначина. На пример, следећи код,
```
  
\begin
{
align
}

    y 
&
= (x+1)
^
2 
\\

      
&
= x
^
2+2x+1
  
\end
{
align
}

```

изазива знак једнако у два реда како би били усклађени једни са другима, овако:
{\displaystyle {\begin{aligned}y&=(x+1)^{2}\\&=x^{2}+2x+1\end{aligned}}}

AMS-LaTeX такође укључује многе флексибилне команде за форматирање и бројне теореме, лема, итд. На пример, може се користити теорема средине
```
  
\begin
{
theorem
}
[Pythagoras] Suppose 
$
a
\leq
 b
\leq
 c
$
 are the side-lengths of a right triangle.
\\
  Then 
$
a^
2
+
b^
2
=
c^
2
$
.
\end
{
theorem
}

  
\begin
{
proof
}
. . . 
\end
{
proof
}

```

опште

Theorem (Pythagoras) Suppose {\displaystyle a\leq b\leq c} are the side-lengths of a right triangle. 
Then {\displaystyle a^{2}+b^{2}=c^{2}}.
   Proof. . . □